# D. Wayne Lukas
Darrell Wayne Lukas, född 2 september 1935 i Antigo, Wisconsin, död 28 juni 2025 i Louisville, Kentucky, var en amerikansk galopptränare. Han var sedan 1999 invald i United States Racing Hall of Fame. Under sin karriär tog han mer än 4800 segrar, segrade i ett 20-tal Breeders' Cup-löp, mottog fem Eclipse Awards för sina prestationer och hans hästar vann 25 Eclipse Awards. Han valdes även in i American Quarter Horse Hall of Fame 2007.

## Karriär
Lukas föddes och växte upp på en liten gård och fick tidigt intresse för hästar. Han tog examen från University of Wisconsin–Madison med en magisterexamen och undervisade sedan på gymnasiet där han var baskettränare. Han började träna quarterhästar i Kalifornien 1968 och efter 10 års började han att istället träna fullblodshästar.
Lukas fick sitt stora genombrott 1980 när han vann Preakness Stakes med Codex, riden av Ángel Cordero Jr.. Hans hästar har vunnit Kentucky Derby fyra gånger, Preakness Stakes vid sex tillfällen och Belmont Stakes fyra gånger. 1995 vann han alla tre Triple Crown-löp med Thunder Gulch (Kentucky Derby, Belmont Stakes) och Timber Country (Preakness Stakes), vilket gjorde honom till den första tränaren att vinna alla tre Triple Crown-löp med två olika hästar under en säsong. År 2013 överträffade han Sunny Jim Fitzsimmons i flest Triple Crown-segrar, med 14 stycken.